# Grand Terrace (Kalifornia)
Grand Terrace város az USA Kalifornia államában, San Bernardino megyében. Lakosainak száma 13 150 fő (2020. április 1.).

## Népesség
A település népességének változása:

| 2010 | 12 040 |
| 2020 | 13 150 |